# Ray Anthony
Raymond Antonini (Bentleyville, 20 januari 1922), bekend onder de artiestennaam Ray Anthony, is een Amerikaanse jazz-trompettist, bigbandleider, componist, arrangeur en acteur.

## De beginjaren
Anthony studeerde trompet bij zijn vader en speelde in 1940-1941 in de band van Glenn Miller. Hierna diende hij tijdens de oorlog in de marine, waarin hij een band leidde. Na de oorlog speelde hij bij Jimmy Dorsey en Al Donahue en richtte hij het Ray Anthony Orchestra op, dat in het begin van de jaren vijftig zeer populair was. Hij had indertijd succes met de dansplaat The Bunny Hop/Hokey Pokey (1952), het themanummer van de televisieserie Dragnet en een remake van Millers At Last (nummer 2 in de Amerikaanse hitlijst, 1952).

## Televisie en film
In de jaren vijftig nam hij voor Capitol Records een reeks albums en singles op. Daarnaast was hij in dit decennium naast bandleider en componist ook actief als acteur op tv en in films.
In 1953/1954 was hij musical director voor het tv-programma TV's Top Tunes. In 1955 verscheen hij voor het eerst in een film, Daddy Long Legs (met de ster Fred Astaire), waarin hij met zijn orkest een paar nummers speelde. In datzelfde jaar trouwde hij met de seksbom/actrice Mamie Van Doren. In 1956 trad hij met zijn band op in de rock-'n-roll-film The Girl Can't Help It, een film met Jayne Mansfield waarin allerlei sterren uit de rock-'n-roll hun opwachting maakten, zoals Little Richard, Gene Vincent, Eddie Cochran en Fats Domino. In 1956/1957 had hij een eigen televisieprogramma, The Ray Anthony Show. In 1957 speelde hij zichzelf in de film This Could Be the Night. In de jaren erna acteerde hij in een reeks films, waaronder de muziekfilm The Five Pennies (met Danny Kaye), waarin hij de bandleider Jimmy Dorsey speelde. Anthony's filmcarrière eindigde in 1960, hetzelfde jaar waarin ook zijn huwelijk met Van Doren strandde.
In de periode 1955-1958 was hij als bandleider succesvol met verschillende albums, die de top 20 in de Amerikaanse lijsten haalden. In 1955 begeleidde hij zanger Frank Sinatra op de ep Melody of Love, dat een bescheiden hit werd en in 1959 had hij een tweede top 10-hit met het nummer "Peter Gunn". In de jaren erna had hij, tot 1962, nog een paar kleine hitjes en één hitalbum, Worried Mind (nummer 14 in de lijst, 1962).
Ray Anthony was tot op hoge leeftijd actief als bandleider en muzikant. Hij heeft een ster op de Hollywood Walk of Fame.

## Discografie (selectie)
- Ray Anthony's Houseparty Hop, Capitol Records, 1951
- Ray Anthony Concert, Capitol, 1953
- I Remember Glenn Miller, 1953 (Aero Space Records, 1990)
- Golden Horn, Capitol Records, 1955
- Jam Session at the Tower, Capitol, 1956 (Aero Space Records, 1990)
- Dream Dancing, Capitol, 1956
- Young Ideas, Capitol, 1957
- This Could Be the Night, MGM Records, 1957
- Plays for Star Dancing, Capitol, 1957
- Dancing Over the Waves, Capitol, 1958
- The Dream Girl, Capitol, 1958
- Dream Dancing Medley, Capitol, 1961
- Worried Mind, Capitol, 1962
- Swim, Swim, C'mon Let's Swim, Capitol, 1964
- The Ray Anthony Show, Recorded Live at the Sahara Hotel-Las Vegas, Regal Records, 1966
- I got the Blues When It Rains, Ranwood Records, 1970
- Arthur Murray Dance Party, Aero Space Records, 1990
- Love Is for the Two of Us, Ranwood Records, 1992
- In the Miller Mood, Aero Space Records, 1992
- Tribute, Aerospace Records, 1995
- Dancing in the Dark, Aero Space Recrods, 1995
- Dream Dancing Christmas, Aero Space Records, 1995
- Dream Dancing, vol. 2, Aero Space Records, 1995
- Boogies Blues and Ballads, Aero Space Records, 1997
- A Trip Through 50 Years of Music, Aero Space Records, 1997
- 1953 Chesterfield Shows, Magic Records, 1998
- At the Hollywood Palladium, Collectors' Choice Music, 2001
- When You're Smiling, Aero Space Records, 2001
- Bouncin' on the Campus, Ocium Records, 2003
- The PlymouthShow, Aero Space Records, 2005
- Ray Anthony Plays Billy May, Montpellier Records, 2006
- Harbour Lights, Black Hole Recordings, 2007

- Bibsys: 4042518
- Biblioteca Nacional de España: XX874972
- Bibliothèque nationale de France: cb138908210 (data)
- Gemeinsame Normdatei: 13431574X
- International Standard Name Identifier: 0000 0000 7827 4862
- Library of Congress Control Number: n84156776
- MusicBrainz: 2ae30e31-a4ff-4ef0-bbaf-7066817adf38
- Nationale Bibliotheek van Tsjechië: mzk2003202814
- Nationale bibliotheek van Australië: 53004252
- Nationale Bibliotheek van Israël: 987011561350405171
- Nationale en Universitaire bibliotheek Zagreb: 000140054
- Réseau des bibliothèques de Suisse occidentale: 02-A022761474
- SNAC: w6qp8jpv
- Système universitaire de documentation: 160200938
- Trove: 1532788
- Virtual International Authority File: 61730867
- WorldCat: E39PBJB49PjpWW7ghHbXdBHXBP